# 仙台南インターチェンジ
仙台南インターチェンジ（せんだいみなみインターチェンジ）は、宮城県仙台市太白区茂庭人来田中にある、東北自動車道のインターチェンジ。東北自動車道と仙台南部道路を接続するジャンクションの役割も担っている。

## 概要
本ICは、太白区の長町や秋保温泉とのアクセス、また仙台南部道路、常磐自動車道（仙台東部道路）経由で、仙台港や仙台空港、三陸自動車道を経由して松島・石巻方面の観光ルートとしても利用されている。かつては国道286号が仙台市都心部へアクセスするメインルートであったため、当ICが仙台の玄関口として機能していたが、仙台西道路の開通により都心部へは仙台宮城ICの方が利便性が高くなっている。
開設当初は国道286号と接続するのみのICであり、当時は国道286号の道路幅員が非常に狭く、交通渋滞が頻発する危険性があったことから、郡山IC - 白石ICが開通し関東方面と直接結ばれた1975年4月1日から泉ICへ延伸開通した同年11月28日まで、国道4号と接続する白石ICにて、仙台以北に向う車両を強制的に流出させる、本線直進禁止規制が行われていた。
2001年8月1日に宮城県道路公社の自動車専用道路である仙台南部道路とも接続し、ICとJCTを兼ねる形態となった。2004年2月23日までは乗り継ぎの場合であっても料金所を通る必要があり、当ICで東北道の料金精算・通行券受取、山田TBで南部道路の通行券受取・料金精算を行っていたが、仙台南ICの改修と山田TBの廃止により、現在ではノンストップで乗り入れることが可能である。
東北道利用の場合
一般道及び仙台南部道路との連絡が可能。
仙台南部道路利用の場合
東北自動車道との連絡が可能。一般道との連絡は不可。東北道より乗り換えて最初の一般道出口は長町IC（一般道と仙台南部道路の連絡には山田ICの利用がある。ただし山田ICは仙台東部道路方面にのみ接続するハーフICのため、東北道方面から一般道への下車不可）。
一般道利用の場合
東北自動車道との連絡が可能。仙台南部道路との連絡は不可（東部道路方面からの一般道最終出口は山田IC）。

## 接続する道路
高速道路
- E4 東北自動車道（27番）
- E48 仙台南部道路(27番)

一般道
- 国道286号（秋保温泉、長町方面）

## 料金所
- ブース数：8

### 入口

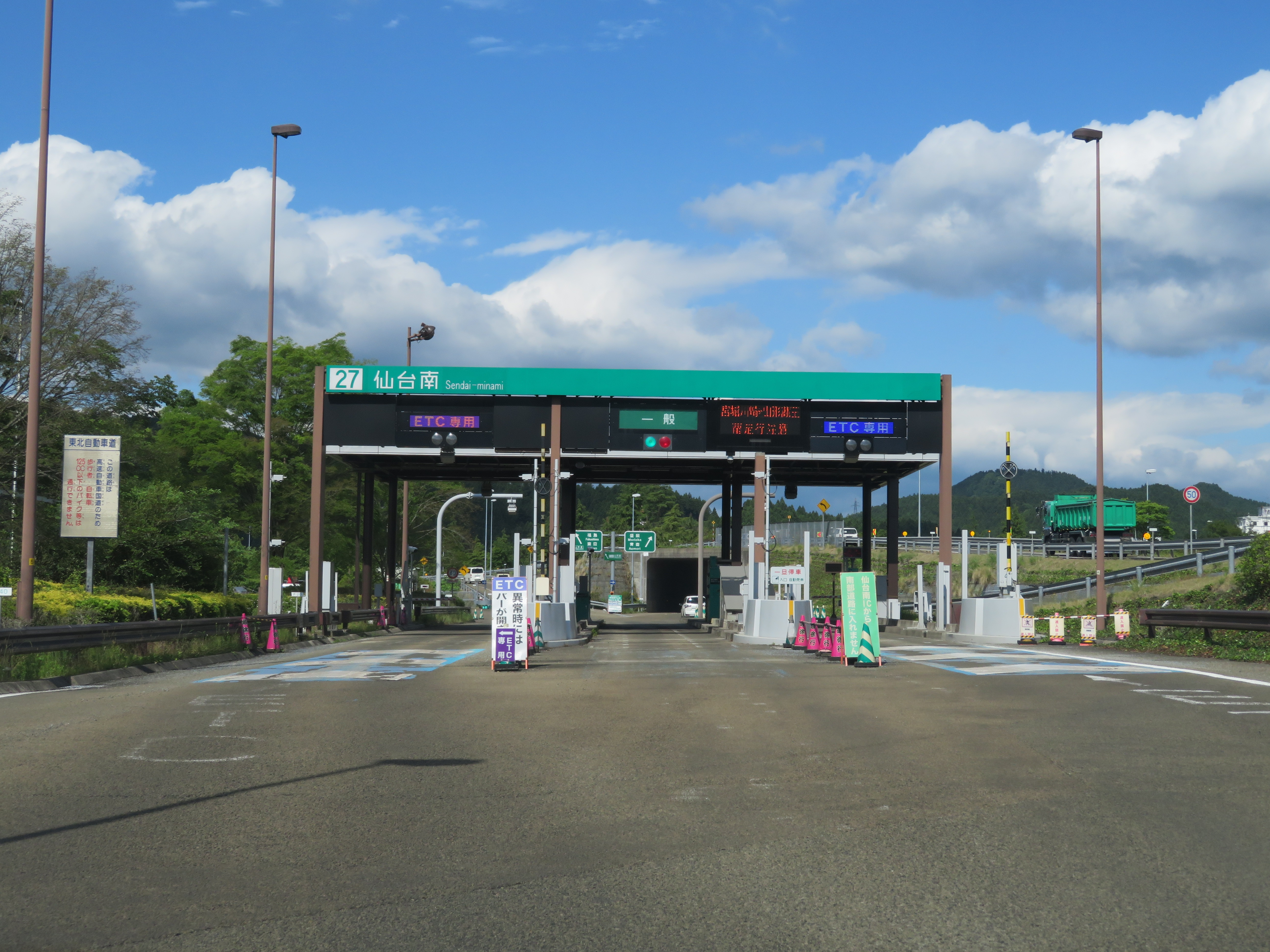
入口料金所付近

- ブース数：3
  - ETC専用：1
  - ETC・一般：1
  - 一般：1

### 出口
- ブース数：5
  - ETC専用：2
  - ETC・一般：1
  - 一般：2

## 周辺
- 仙台南トラックターミナル
- 秋保温泉
- 人来田発電所
- 茂庭台団地
- 茂庭荘
- 茂庭浄水場
- 相互台
- 新仙台郵便局
- 仙台市消防局太白消防署
- 仙台南警察署山田交番
- 国立病院機構西多賀病院
- 仙台赤十字病院
- 仙台血液疾患センター
- 仙台市地下鉄東西線 八木山動物公園駅
- 仙台市地下鉄南北線 富沢駅
- 尚絅学院大学
- 宮城大学太白キャンパス
- 仙台市八木山動物公園
- 八木山ベニーランド
- ケーズデンキ仙台太白店
- イオンスーパーセンター鈎取店

## 隣
E4 東北自動車道
(25) 村田IC - (26) 村田JCT - (26-1) 菅生PA/SIC - (27) 仙台南IC - (28) 仙台宮城IC
E48 仙台南部道路
(3) 山田IC - (27) 仙台南IC